# Komdrup (parochie)
Komdrup is een parochie van de Deense Volkskerk in de Deense gemeente Aalborg. De parochie maakt deel uit van het bisdom Aalborg en telt 150 kerkleden op een bevolking van 161 (2006).
Historisch was de parochie deel van Hellum Herred. In 1970 werd de parochie opgenomen in de toen gevormde gemeente Sjelflod, die in 2007 opging in Aalborg.
Gistrup · Gudum · Gudumholm · Gunderup · Klarup · Komdrup · Lillevorde · Mou · Nørre Kongerslev · Nørre Tranders · Nøvling · Romdrup · Romdrup-Klarup · Rørdal · Sejlflod · Skalborg · Sønder Kongerslev · Sønder Tranders · Storvorde